# Hôtel Beau-Rivage
Ne doit pas être confondu avec Hôtel Beau-Rivage Palace (Lausanne).
L'hôtel Beau-Rivage est un hôtel de luxe de Suisse, situé sur la rade de Genève.

## Situation
L'hôtel est situé à Genève, sur la rive droite du lac Léman, avec vue sur le mont Blanc.

## Historique
L'hôtel Beau-Rivage est fondé en 1865 par Jean-Jacques Mayer, Allemand de Stuttgart issu d'une famille active dans le domaine hôtelier depuis le XVIIe siècle. L'établissement est bâti en trois étapes, en 1862-1865, 1868 et 1872 par les architectes Antoine Krafft (de) et Jean Franel. Des modernisations successives entreprises sous la direction d'Alfred Olivet (de) en 1902 et dans les années 1920 ont entraîné la suppression des statues ornant les murs du jardin et la disparition des peintures pompéiennes du hall sur colonnades.
L'hôtel est fréquenté par diverses personnalités de premier plan, dont le duc Charles II de Brunswick qui y meurt en 1873, Richard Wagner ou l'impératrice Élisabeth d'Autriche (Sissi) qui y séjourne lorsqu'elle est assassinée en 1898, sur les quais devant l'hôtel ; un petit musée rappelle sa mémoire.
Après quelques années de fermeture pendant la Seconde Guerre mondiale (entre 1940 et 1944 exactement), la direction de l'établissement est reprise en 1978 par Jacques Mayer, quatrième génération de la famille fondatrice. L'hôtel est restauré en 2005 et en 2011.
Le 11 octobre 1987, Uwe Barschel, homme politique allemand, est retrouvé mort dans une chambre.
Une exposition est organisée en 1990 pour célébrer les 125 ans d'existence de l'hôtel. L'établissement se tourne alors vers le développement de ventes aux enchères de prestige, depuis 1987 où il organise avec Sotheby's la vente des bijoux de la Wallis Simpson, duchesse de Windsor, qui rapporte 50 millions de dollars. En 2009, l'hôtel rejoint la chaîne « The Leading Hotels of the World ». Le Beau-Rivage a été le premier hôtel genevois à offrir à sa clientèle l'usage d'un ascenseur, au printemps de 1873. Posé sur un piston de 17 mètres, il en parcourait 15, mu par la force hydraulique selon le système Édoux.